# Artavazd I. Atropatenski
Artavazd I. Atropatenski, znan tudi kot Artavazd I. Medijsko-atropatenski, je bil princ, ki je služil kot kralj Medije Atropatene,  * pred 59 pr. n. št., okoli 20 pr. n. št., Rim. 
Bil je sovražnik armenskega kralja Artavazda II. in njegovega sina Artaksija II. Bil je sodobnik ptolemajske egiptovske kraljice Kleopatre VII. in rimskega triumvirja Marka Antonija. V njuni diplomatski korespondenci je omenjen kot Artavazd I.

## Družinsko ozadje in zgodnje življenje
Artavazd I. je bil medijskega ali morda armenskega ali grškega porekla. Bil je otrok neimenovane žene Ariobarzana I. Njegov stric po očetovi strani bi lahko bil Darej I. Atropatenski. Rodil se je in odraščal v Atropateni. Bil je soimenjak svojega prednika Artabazana, ki je vladal v 3. stoletju pr. n. št., saj je ime Artavazd  različica imena Artabazan. 
Po sodobnih genealogijah je bil sin svojega predhodnika Ariobarzana I. in vnuk Mitridata I. Atropatenskega in neimenovane armenske princese, kar lahko pojasni zahteve potomcev Mitridata I. do Atropartene. 

## Vladanje
Artavazd I. je leta 56 pr. n. št. nasledil  svojega pokojnega očeta. Med napadom Marka Antonija na Partsko cesarstvo leta 36 pr. n. št. je bil Artavazd I. zaveznik partskega kralja Fraata IV. Artavazd I. je umaknil svojo družino na varno in se pridružil Fraatovi vojski. On in partski poveljnik Mones sta uničila dve legiji Antonijevega generala Opija Stacijana in uničila oblegovalne stroje, potrebne za obleganje Fraaspe. Brez njih obleganje ni bilo mogoče in rimska vojska se je morala umakniti v Armenijo.
Artavazd  I. je  obranil svoje kraljestvo pred  Rimljani, vendar je bilo močno opustošeno. Ker mu je Fraat IV. prepustill le majhen del plena in ga celo poskušal odstraniti s prestola, je Artavazd I. leta 35 pr. n. št. ponudil Marku Antoniju zavezništvo proti Partiji, kar je Antonij z veseljem sprejel. Da bi poglobili prijateljstvo, so Aleksandra Helija, Antonijevega sina s Kleopatro VII., zaročili z Artavazdovo hčerko Jotapo, čeprav sta bila leta 34 pr. n. št. oba še otroka.
Leta 33 pr. n. št. se je Mark Antonij srečal s svojim koalicijskim partnerjem na reki Araks. Partnerja sta se strinjala, da mora Antonij podpreti  Artavazda I. proti Partiji, on pa Antonija proti Oktavijanu. Izmenjala sta del svojih čet. Artavazd I. je razširil svoje kraljestvo na dele Armenije in Antoniju vrnil prapor, ki ga je zaplenil  Opiju Stacijanu leta 36 pr. n. št. Artavazd I. je s pomočjo rimskih okrepitev sprva uspel odbiti partski napad, potem pa je Mark Antonij pred bitko pri Akciju odpoklical svoje rimske čete, atropatenskih čet pa ni vrnil. Artaks I. je zatem leta 30 pr. n. št premagal Artavazda I. in ga ujel.
Med Artavazdovim ujetništvom se je začela partska državljanska vojna, ki mu je dala priložnost, da je pobegnil. Zatekel se je k cesarju  Avgustu, ki ga je prijazno sprejel, mu vrnil hčer Jotapo in ga postavil za kralja Male Armenije.
Umrl je okoli leta 20 pr. n. št., verjetno v Rimu. Na prestolu Atropatene ga je nasledil sin Asinal. 

## Otroci
- Hči Jotapa, ki je bila zaročena s ptolemajskim princem Aleksandrom Helijem, se je kasneje poročila z njegovim bratrancem Mitridatom III. Komagenskim.
- Ariobarzan II.  je od leta 28 pr. n. št. vladal kot kralj Atropatene in od leta 2 pr. n. št do leta 4 n. št. kot kralj Armenije.
- Darej II.[16] je bil poročen z neimenovano partsko arsakidsko princeso, s katero sta imela dva sinova: partska kralja Artabana III. in Vonona II.

## Napisi
V Rimu so našli dva nagrobna napisa z Artavazdovim imenom. Nagrobnika sta verjetno pripadala sinu in vnuku atropatenskega kralja po imenu Ariobarzan. Za ime Ariobarzan ni jasno, ali se je nanašalo na Ariobarzana I. ali njegovega vnuka Ariobarzana II. Artavazd I. je omenjen v odstavkih 27 in 33 Res gestae divi Augusti.